# 梅肯鎮區 (密歇根州)
梅肯鎮區（英語：Macon Township）是位於美國密歇根州萊納維縣的一個行政鎮區。

## 地方資料
梅肯鎮區的面積為84.50平方千米，當中陸地面積為84.50平方千米，而水域面積為0.00平方千米。根據2020年美國人口普查的數據，當地共有人口1330人，而人口密度為每平方千米15.74人。